# Marian Oprea
Marian Oprea (* 6. června 1982, Pitești) je rumunský atlet, jehož specializací je trojskok.

## Kariéra
První mezinárodní úspěchy zaznamenal v roce 1999, kdy skončil čtvrtý na prvním ročníku mistrovství světa do 17 let v Bydhošti a vybojoval bronzovou medaili na ME juniorů v lotyšské Rize. O rok později se stal v chilském Santiagu juniorským mistrem světa. V roce 2001 vybojoval v italském Grossetu titul juniorského mistra Evropy a získal stříbrnou medaili na světové letní univerziádě v Pekingu.
V roce 2002 získal stříbrnou medaili na halovém ME ve Vídni, když prohrál jen se Švédem Christianem Olssonem. O rok později obsadil výkonem 16,59 metru osmé místo na halovém MS v Birminghamu a na světovém šampionátu v Paříži neprošel kvalifikací. Na halovém MS 2004 v Budapešti se umístil na pátém místě. Na letních olympijských hrách 2004 v Athénách získal výkonem 17,55 m stříbrnou medaili.
V roce 2005 vybojoval bronzovou medaili na mistrovství světa v Helsinkách, když v poslední sérii skočil do vzdálenosti 17,40 metru. Tímto pokusem odsunul na čtvrté místo bahamského trojskokana Leevana Sandse, který skočil ve druhé sérii o jediný centimetr méně. O rok později skončil těsně pod stupni vítězů, čtvrtý na halovém MS v Moskvě a získal bronz na evropském šampionátu ve švédském Göteborgu.
V roce 2008 reprezentoval na letních olympijských hrách v Pekingu, kde obsadil ve finále výkonem 17,22 m páté místo. Na Mistrovství Evropy v atletice 2010 v Barceloně prohrál o 30 centimetrů s Britem Phillipsem Idowu a za výkon 17,51 m získal stříbro. O šest cm méně skočil Francouz Teddy Tamgho, který vybojoval bronz.

## Osobní rekordy
- hala – 17,74 m – 18. února 2006, Bukurešť
- venku – 17,81 m – 5. července 2005, Lausanne